# 阿尔特瑙
阿尔特瑙（德語：Altenau，發音：[ˈaltənaʊ] ⓘ）是德国下萨克森州戈斯拉尔县曾经的一个市镇，面积4.66平方千米，2023年6月30日人口为1,621人。2015年1月1日，阿尔特瑙与另外2个市镇并入市镇克劳斯塔尔-采勒费尔德。